# Шеньчжоу (космічний корабель)

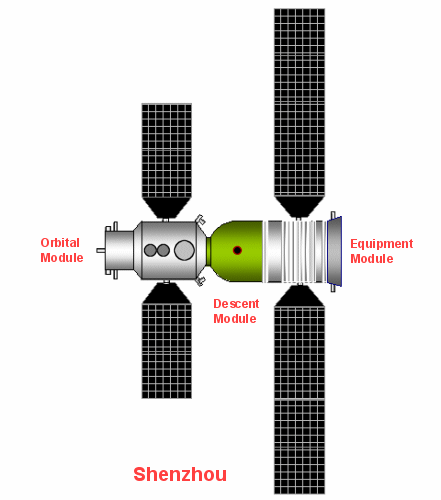

Шеньчжоу (кит.: 神舟; піньїнь: Shén Zhōu) — «Священний корабель») — космічна програма Китайської Народної Республіки, яка почала розроблятися з 1992 року.
Космічні кораблі «Шеньчжоу» виводяться на орбіту ракетою-носієм сімейства «Великий похід» CZ-2F (Чанчжен-2F), розробленою спеціально для пілотованих кораблів. Довжина CZ-2F — 58.3 м, стартова маса — 479.8 т, паливо — несиметричний диметилгідразин (НДМГ, «гептил»), окислювач — азотний тетраоксид (АТ, «аміл»).

## Здійснені польоти
«Шеньчжоу-1» — космічний апарат КНР серії «Шеньчжоу». Був запущений 20 листопада 1999 року, о 6 годині 30 хвилин. Корабель вийшов на орбіту і виконав 14 витків навколо Землі, повертальна капсула корабля благополучно приземлилася 21 листопада, о 3 годині 41 хвилин, на заданий посадочний майданчик у Внутрішній Монголії.
«Шеньчжоу-2» — космічний апарат КНР серії «Шеньчжоу». Був запущений 10 січня 2001 року, о 1 годині 00 хвилин. Корабель пробув на орбіті 7 днів, всього виконав 108 витків навколо Землі, в другій половині дня 16 січня капсула корабля приземлилася на заданий посадочний майданчик у Внутрішній Монголії.
«Шеньчжоу-3» — космічний апарат КНР серії «Шеньчжоу». Був запущений 25 березня 2002 року, о 22 годині 15 хвилин. Корабель перебував на орбіті 7 днів, всього здійснив 108 витків навколо Землі. 1 квітня повертальна капсула корабля успішно приземлилася на заданий посадочний майданчик у Внутрішній Монголії.
«Шеньчжоу-4» — космічний апарат КНР серії «Шеньчжоу». Був запущений 30 грудня 2002 року, в 0 годин 40 хвилин. Корабель перебував на орбіті 7 днів, всього виконав 108 витків навколо Землі. 5 січня 2003 року, о 19 годині 18 хвилин, капсула корабля успішно повернулася на заданий посадочний майданчик у Внутрішній Монголії.
«Шеньчжоу-5» — перший пілотований космічний корабель КНР серії «Шеньчжоу». Був запущений 15 жовтня 2003 року, о 9 годині 00 хвилин, з космонавтом (китайською — тайконавт) на борту. Корабель вийшов на орбіту і здійснив 14 витків навколо Землі, 16 жовтня, о 6 годині 23 хвилині, капсула корабля успішно повернулася на заданий посадочний майданчик у Внутрішній Монголії, космонавт Ян Лівей самостійно вибрався з капсули, почуваючи себе в прекрасній фізичній формі. Китай став третьою державою після Радянського Союзу і США, яка успішно відправила людину до космосу.
«Шеньчжоу-6» — другий пілотований космічний корабель КНР серії «Шеньчжоу». Був запущений 12 жовтня 2005 року, о 9 годині 00 хвилин. Корабель подорожував на орбіті 5 днів, зробивши 77 витків навколо Землі. Двоє космонавтів Фей Цзюньлун і Не Хайшен в орбітальному відсіку і в повертальній капсулі здійснили ряд наукових дослідів. 17 жовтня в 4 години 33 хвилини капсула корабля успішно повернулася на заданий посадочний майданчик у Внутрішній Монголії, двоє космонавтів самостійно вийшли з капсули, фізично обидва відчували себе добре.
«Шеньчжоу-7» — третій пілотований космічний корабель КНР серії «Шеньчжоу». Був запущений 25 вересня 2008 р. з трьома космонавтами на борту з космодрому Цзюцюань (провінція Ганьсу). 27 вересня китайський космонавт Чжай Чжиган здійснив вихід з космічного корабля, ставши першою в історії КНР людиною, що побувала у відкритому космосі. 28 вересня екіпаж китайського корабля «Шеньчжу-7» успішно приземлився в степах Внутрішньої Монголії. Третя китайська експедиція в космос завершилася успішно.
«Шеньчжоу-8» — безпілотний космічний корабель КНР серії «Шеньчжоу». Перший із цієї серії кораблів, обладнаний двома стикувальними вузлами. Запуск відбувся 31 жовтня 2011 року. Відповідно до програми польоту було здійснено два стикування корабля з першою китайською орбітальною станцією «Тяньгун-1». 17 листопада спускний апарат повернувся на Землю.
«Шеньчжоу-9» — четвертий пілотований космічний корабель КНР. Запущений 16 червня 2012 року та повернувся на Землю 29 червня 2012 року. Другий за рахунком із серії «Шеньчжоу» кораблів, котрі обладнані стикувальним вузлом. Екіпаж корабля складався з трьох осіб. Продовжено формування пілотованого комплексу і здійснено доставку і повернення вантажів для національної космічної станції.
«Шеньчжоу-10» — п'ятий пілотований космічний корабель КНР серії «Шеньчжоу». Запущений 11 червня 2013 року. Третій за рахунком із серії «Шеньчжоу» кораблів, обладнаних стикувальним вузлом. Екіпаж корабля складався з трьох осіб. Вдруге в китайській космонавтиці в польоті брала участь жінка, здійснено пілотоване стикування. Повернення корабля з екіпажем на Землю відбулося 26 червня 2013 року.
«Шеньчжоу-11» — шостий пілотований космічний корабель КНР серії «Шеньчжоу». Запуск відбувся 17 жовтня 2016 року.
«Шеньчжоу-12» — сьомий пілотований космічний корабель КНР серії «Шеньчжоу». Запуск відбувся 17 червня 2021 року.
«Шеньчжоу-13» — восьмий пілотований космічний корабель КНР серії «Шеньчжоу» з трьома космонавтами на борту. Запуск відбувся 15 жовтня 2021 року UTC.
«Шеньчжоу-14» — дев'ятий пілотований космічний корабель КНР серії «Шеньчжоу» та третій пілотований політ до орбітальної станції «Тяньгун». Стартував 5 червня 2022 року і того ж дня пристикувався до китайської космічної станції.
«Шеньчжоу-15» — десятий пілотований космічний корабель КНР серії «Шеньчжоу» та п'ятнадцятий політ згідно програми в цілому. Розпочався 29 листопада 2022 року.
«Шеньчжоу-16» — одинадцятий пілотований космічний корабель КНР серії «Шеньчжоу» та п'ята експедиція до орбітальної станції «Тяньгун». Запуск відбувся 30 травня 2023 року з космодрому Цзюцюань. На борт станції «Тяньгун» відбули три космонавти, а саме — командир космічного корабля Цзін Хайпен, експерт з корисного навантаження Гуй Хайчао та інженер Чжу Янчжу. Згідно повідомлення Управління програми пілотованих космічних польотів Китаю (CMSA), раніше всі китайці, що літали в космос, були військовими, тепер туди вперше вирушив вчений з Пекінського університету авіації та космонавтики Гуй Хайчао. На китайській станції вже працюють Фей Цзюньлун, Ден Цінмін та Чжан Лу. Одночасно, але на МКС знаходяться ще 11 осіб: екіпажі російського корабля «Союз МС-23», американського Crew Dragon і приватної місії компанії Axiom Space. Таким чином, загальна кількість людей на орбіті Землі вперше досягла 17, попередній рекорд складав — 14 (2021).
«Шеньчжоу-17» — дванадцятий пілотований космічний корабель КНР серії «Шеньчжоу» та шоста експедиція до орбітальної станції «Тяньгун». Запуск відбувся 26 жовтня 2023 року. На борту перебували три космонавти — Тан Хунбо, Тан Шенцзе та Цзян Сіньлінь. Корабель успішно пристикувався до космічної станції «Тяньгун».
«Шеньчжоу-18» — тринадцятий пілотований космічний корабель КНР серії «Шеньчжоу» та сьома експедиція до орбітальної станції «Тяньгун». Запуск відбувся 25 квітня 2024 року, о 15:59 (за київським часом). На навколоземну орбіту космічний корабель з трьома тайконавтами на борту вивела ракета-носій «Long March-2F», що стартувала з космодрому Цзюцюань у пустелі Гобі на північному заході Китаю.
«Шеньчжоу-19» — чотирнадцятий пілотований космічний корабель КНР серії «Шеньчжоу» та восьма експедиція до орбітальної станції «Тяньгун». Запуск відбувся 29 жовтня 2024 року, на борту перебувало троє тайконавтів.

## Цікаві факти
- На честь космічного корабля названо астероїд 8256 Шеньчжоу.

## Запуски
| Місія       | Емблема       | Запуск            | Тривалість         | Посадка                    | Екіпаж       | Примітки |
| ----------- | ------------- | ----------------- | ------------------ | -------------------------- | ------------ | --- |
| Шеньчжоу-1  | -             | 19 листопада 1999 | 22 г. 11 хв.       | 20 листопада 1999          | -            | Тестовий політ нового космічного корабля Шеньчжоу. |
| Шеньчжоу-2  | -             | 9 січня 2001      | 7 д. 10 г. 22 хв.  | 16 січня 2001              | -            | Наукові експерименти з живими організмами. |
| Шеньчжоу-3  | -             | 25 березня 2002   | 6 д. 18 г. 51 хв.  | 1 квітня 2002              | -            | Експерименти з імітації польоту людини (манекен). |
| Шеньчжоу-4  | -             | 29 грудня 2002    | 7 д. 10 г. 22 хв.  | 5 січня 2003               | -            | Експерименти з імітації польоту людини (манекен). |
| Шеньчжоу-5  |               | 15 жовтня 2003    | 21 г. 22 хв.       | 15 жовтня 2003             | Ян Лівей     | Перший китайський пілотований політ. |
| Шеньчжоу-6  |               | 12 жовтня 2005    | 4 д. 19 г. 33 хв.  | 16 жовтня 2005             | Фей Цзюньлун | Перший космічний політ двох тайконавтів. |
| Шеньчжоу-6  | Не Хайшен     | 12 жовтня 2005    | 4 д. 19 г. 33 хв.  | 16 жовтня 2005             |              | Перший космічний політ двох тайконавтів. |
| Шеньчжоу-7  |               | 25 вересня 2008   | 2 д. 20 г. 27 хв.  | 28 вересня 2008            | Лю Бомін     | Перший космічний політ трьох тайконавтів. Перший вихід у відкритий космос (17 хв.). |
| Шеньчжоу-7  | Чжай Чжиган   | 25 вересня 2008   | 2 д. 20 г. 27 хв.  | 28 вересня 2008            |              | Перший космічний політ трьох тайконавтів. Перший вихід у відкритий космос (17 хв.). |
| Шеньчжоу-7  | Цзин Хайпен   | 25 вересня 2008   | 2 д. 20 г. 27 хв.  | 28 вересня 2008            |              | Перший космічний політ трьох тайконавтів. Перший вихід у відкритий космос (17 хв.). |
| Шеньчжоу-8  | -             | 31 жовтня 2011    | 16 д. 13 г. 34 хв. | 3 листопада 2011           | -            | Відпрацювання стикування з орбітальною станцією Тяньгун-1. |
| Шеньчжоу-9  |               | 16 червня 2012    | 12 д. 15 г. 24 хв. | 29 червня 2012             | Цзин Хайпен  | Перша експедиція на космічний модуль Тяньгун-1. Перша жінка-тайконавт. Наукові і технічні експерименти. |
| Шеньчжоу-9  | Лю Ван        | 16 червня 2012    | 12 д. 15 г. 24 хв. | 29 червня 2012             |              | Перша експедиція на космічний модуль Тяньгун-1. Перша жінка-тайконавт. Наукові і технічні експерименти. |
| Шеньчжоу-9  | Лю Ян         | 16 червня 2012    | 12 д. 15 г. 24 хв. | 29 червня 2012             |              | Перша експедиція на космічний модуль Тяньгун-1. Перша жінка-тайконавт. Наукові і технічні експерименти. |
| Шеньчжоу-10 |               | 11 червня 2013    | 14 д. 14 г. 29 хв. | 26 червня 2013             | Не Хайшен    | Стикування з космічною лабораторією Тяньгун-1, відпрацювання ручного режиму стикування. Друга жінка-тайконавт. |
| Шеньчжоу-10 | Чжан Сяогуан  | 11 червня 2013    | 14 д. 14 г. 29 хв. | 26 червня 2013             |              | Стикування з космічною лабораторією Тяньгун-1, відпрацювання ручного режиму стикування. Друга жінка-тайконавт. |
| Шеньчжоу-10 | Ван Япін      | 11 червня 2013    | 14 д. 14 г. 29 хв. | 26 червня 2013             |              | Стикування з космічною лабораторією Тяньгун-1, відпрацювання ручного режиму стикування. Друга жінка-тайконавт. |
| Шеньчжоу-11 |               | 16 жовтня 2016    | 32 д. 6 г. 13 хв.  | 18 листопада 2016          | Цзин Хайпен  | Стикування з космічною лабораторією Тяньгун-2. Виконання експериментів. |
| Шеньчжоу-11 | Чень Дун      | 16 жовтня 2016    | 32 д. 6 г. 13 хв.  | 18 листопада 2016          |              | Стикування з космічною лабораторією Тяньгун-2. Виконання експериментів. |
| Шеньчжоу-12 |               | 17 червня 2021    |                    | 17 вересня 2021            | Не Хайшен    | Перша експедиція на Тяньхе (модуль Китайської космічної станції). Продовження будівництва ККС. Вихід у відкритий космос. |
| Шеньчжоу-12 | Лю Бомін      | 17 червня 2021    |                    | 17 вересня 2021            |              | Перша експедиція на Тяньхе (модуль Китайської космічної станції). Продовження будівництва ККС. Вихід у відкритий космос. |
| Шеньчжоу-12 | Тан Хонгбо    | 17 червня 2021    |                    | 17 вересня 2021            |              | Перша експедиція на Тяньхе (модуль Китайської космічної станції). Продовження будівництва ККС. Вихід у відкритий космос. |
| Шеньчжоу-13 |               | 15 жовтня 2021    |                    | 16 квітня 2022             | Чжай Чжиґан  | Продовження будівництва космічної станції, а також прийом та розвантаження корабля «Тяньчжоу-3». |
| Шеньчжоу-13 | Ван Япін      | 15 жовтня 2021    |                    | 16 квітня 2022             |              | Продовження будівництва космічної станції, а також прийом та розвантаження корабля «Тяньчжоу-3». |
| Шеньчжоу-13 | Е Гуанфу      | 15 жовтня 2021    |                    | 16 квітня 2022             |              | Продовження будівництва космічної станції, а також прийом та розвантаження корабля «Тяньчжоу-3». |
| Шеньчжоу-14 |               | 5 червня 2022     |                    | 4 грудня 2022              | Чень Дун     | Розвантаження вантажного корабля «Тяньчжоу-4» з 5 тоннами вантажу для екіпажу підтримки орбіти станції. Допомога в організації стиковки до основного блоку космічної станції лабораторних модулів «Веньтянь» (24 липня 2022) та «Ментянь» (31 жовтня 2022). Проведення близько 100 наукових експериментів та уроків з борту станції для школярів КНР.                                                 |
| Шеньчжоу-14 | Лю Ян         | 5 червня 2022     |                    | 4 грудня 2022              |              | Розвантаження вантажного корабля «Тяньчжоу-4» з 5 тоннами вантажу для екіпажу підтримки орбіти станції. Допомога в організації стиковки до основного блоку космічної станції лабораторних модулів «Веньтянь» (24 липня 2022) та «Ментянь» (31 жовтня 2022). Проведення близько 100 наукових експериментів та уроків з борту станції для школярів КНР.                                                 |
| Шеньчжоу-14 | Цай Сюйчже    | 5 червня 2022     |                    | 4 грудня 2022              |              | Розвантаження вантажного корабля «Тяньчжоу-4» з 5 тоннами вантажу для екіпажу підтримки орбіти станції. Допомога в організації стиковки до основного блоку космічної станції лабораторних модулів «Веньтянь» (24 липня 2022) та «Ментянь» (31 жовтня 2022). Проведення близько 100 наукових експериментів та уроків з борту станції для школярів КНР.                                                 |
| Шеньчжоу-15 |               | 29 листопада 2022 |                    | 4 червня 2023              | Фей Цзюньлун | Здійснення виходів у відкритий космос, робота над корисним навантаженням, як всередині станції, так і за її межами, а також проведення іншої наукової роботи. |
| Шеньчжоу-15 | Ден Цінмін    | 29 листопада 2022 |                    | 4 червня 2023              |              | Здійснення виходів у відкритий космос, робота над корисним навантаженням, як всередині станції, так і за її межами, а також проведення іншої наукової роботи. |
| Шеньчжоу-15 | Чжан Лу       | 29 листопада 2022 |                    | 4 червня 2023              |              | Здійснення виходів у відкритий космос, робота над корисним навантаженням, як всередині станції, так і за її межами, а також проведення іншої наукової роботи. |
| Шеньчжоу-16 |               | 30 травня 2023    |                    | 31 жовтня 2023             | Цзін Хайпен  | Проведення великої кількості експериментів та здійснення декількох виходів у відкритий космос. |
| Шеньчжоу-16 | Гуй Хайчао    | 30 травня 2023    |                    | 31 жовтня 2023             |              | Проведення великої кількості експериментів та здійснення декількох виходів у відкритий космос. |
| Шеньчжоу-16 | Чжу Янчжу     | 30 травня 2023    |                    | 31 жовтня 2023             |              | Проведення великої кількості експериментів та здійснення декількох виходів у відкритий космос. |
| Шеньчжоу-17 |               | 26 жовтня 2023    |                    | 30 квітня 2024 (за планом) | Тан Хунбо    | Допомога в зістикуванні вантажного корабля «Тяньчжоу-7» з космічною станцією, здійснення двох виходів у відкритий космос. |
| Шеньчжоу-17 | Тан Шенцзе    | 26 жовтня 2023    |                    | 30 квітня 2024 (за планом) |              | Допомога в зістикуванні вантажного корабля «Тяньчжоу-7» з космічною станцією, здійснення двох виходів у відкритий космос. |
| Шеньчжоу-17 | Цзян Сіньлінь | 26 жовтня 2023    |                    | 30 квітня 2024 (за планом) |              | Допомога в зістикуванні вантажного корабля «Тяньчжоу-7» з космічною станцією, здійснення двох виходів у відкритий космос. |
| Шеньчжоу-18 |               | 25 квітня 2024    |                    | жовтень 2024 (за планом)   | Є Гуанфу     | Здійснення експериментів та випробувань в космічній науці, діяльність у відкритому космосі, транспортування вантажів та встановлення й відновлення обладнання для підвищення ефективності роботи космічної станції. Проведення близько 90 експериментів у сферах базової фізики мікрогравітації, космічного матеріалознавства, космічної науки про життя, космічної медицини та космічних технологій. |
| Шеньчжоу-18 | Лі Цун        | 25 квітня 2024    |                    | жовтень 2024 (за планом)   |              | Здійснення експериментів та випробувань в космічній науці, діяльність у відкритому космосі, транспортування вантажів та встановлення й відновлення обладнання для підвищення ефективності роботи космічної станції. Проведення близько 90 експериментів у сферах базової фізики мікрогравітації, космічного матеріалознавства, космічної науки про життя, космічної медицини та космічних технологій. |
| Шеньчжоу-18 | Лі Гуансу     | 25 квітня 2024    |                    | жовтень 2024 (за планом)   |              | Здійснення експериментів та випробувань в космічній науці, діяльність у відкритому космосі, транспортування вантажів та встановлення й відновлення обладнання для підвищення ефективності роботи космічної станції. Проведення близько 90 експериментів у сферах базової фізики мікрогравітації, космічного матеріалознавства, космічної науки про життя, космічної медицини та космічних технологій. |

Заплановані запуски
| Місія | Емблема | Запуск | Тривалість | Посадка | Екіпаж | Примітки |
| ----- | ------- | ------ | ---------- | ------- | ------ | -------- |